# White America
White America (englisch für „Weißes Amerika“) ist ein Lied des US-amerikanischen Rappers Eminem. Der Song ist auf Eminems viertem Studioalbum The Eminem Show, das im Jahr 2002 erschien, enthalten.

## Inhalt
Das Lied kann dem Genre Conscious Rap zugeordnet werden, da viele Textpassagen politisch und sozialkritisch sind.
Im Intro sagt Eminem, wie viele Bürger stolz sind, in den Vereinigten Staaten zu leben und dass für die nun bestehenden Rechte der Redefreiheit viele Menschen ihr Leben lassen mussten und die Regierung geschworen hat, diese zu erhalten. Anschließend setzt der erste Vers ein, in dem der Rapper über seinen rasanten Aufstieg an die Spitze des Genres berichtet und dass er sich nicht hätte träumen lassen, dass so viele Menschen seine Meinung teilen, die nun wie eine Armee hinter ihm stehen. Er rappt über den Einfluss seiner Lieder und dass er nun Probleme mit der Regierung hat, obwohl er lediglich den Dreck ablädt, den er sein ganzes Leben angeschaufelt hat. Im Refrain meint Eminem, dass er selbst eines der kleinen Kinder Amerikas sein könnte, die seinen Rap feiern und er eine riesige Fangemeinde besitzt.
Im zweiten Vers spricht der Rapper die Vorurteile bezüglich seines Aussehens an. Er sagt, dass er aufgrund seiner blauen Augen und der weißen Hautfarbe doppelt so viel Platten verkaufe, als wenn er schwarz wäre und braune Augen hätte. Außerdem weist er darauf hin, dass es, als er noch unbekannt war, niemanden interessierte, welche Hautfarbe er hatte, und dass ihn im Gegenteil mehrere Labels aufgrund dessen nicht unter Vertrag nahmen. Erst Dr. Dre sah das wirkliche Talent in ihm und förderte ihn, wobei beide voneinander profitierten und Fans unterschiedlicher Ethnien hinzugewannen. Der dritte Vers geht noch genauer darauf ein, wie Eminem so viele Anhänger gewinnen konnte. Aufgrund seiner Hautfarbe würde er weiße Kinder aus der Vorstadt erreichen, die normalerweise keinen Rap hören und mit Dr. Dre als Produzent auch schwarze Fans bekommen.
Durch die hohe Bekanntheit Eminems würde nun jeder seiner Texte akribisch durchsucht, um Diskussionen über seine Musik zu entfachen und Konzerte von ihm zu verbieten. Der Künstler argumentiert dagegen, dass er nicht der erste Rapper sei und auch vor ihm schon explizite Ausdrücke im Hip-Hop gebräuchlich waren. Im Outro greift Eminem dann namentlich die Frauen zweier ehemaliger Vize-Präsidenten der Vereinigten Staaten Tipper Gore, Frau von Al Gore und Lynne Cheney, die Frau des damaligen Vize-Präsidenten Dick Cheney an, welche damals gegen seine Musik vorgingen. Er bezeichnet deren Politik als Demokratie der Heuchelei und beruft sich auf das Recht der Redefreiheit. Zum Schluss sagt der Rapper, dass er trotz allem das Land Amerika liebe.
Auf dem Nachfolge-Album Encore befindet sich mit Mosh ein thematisch ähnlicher Song.

## Produktion
Der Beat zu White America wurde von Eminem in Zusammenarbeit mit Jeff Bass, der als Co-Produzent fungierte, geschaffen. Dabei wurden keine Samples von anderen Songs verwendet. Das Lied wurde in Eminems Haus und im 54Sound-Studio aufgenommen.

## Musikvideo
Obwohl der Track nicht als Single veröffentlicht wurde, entschied man sich ein komplett animiertes Musikvideo zu erstellen, bei dem Stephen Marshall Regie führte.
Es zeigt das Leben in einer amerikanischen Großstadt zwischen Müll und Polizeigewalt. Am Himmel fliegen Kampfflugzeuge. Die Jugendlichen stehen anfangs mit ausdruckslosen Gesichtern auf den Straßen, gehen dann aber auf Eminems Konzerte und feiern seine Musik. An Mauern hängen Eminem-Plakate, wogegen in Zeitungen und im Fernsehen vor seiner Musik gewarnt wird. Diese wird unter anderem für Gewalt an Schulen und Drogenkonsum verantwortlich gemacht. Außerdem sieht man den Rapper am Galgen hängen, während das Dokument zur Verfassung der Vereinigten Staaten zerrissen wird. Alle anstößigen Szenen sind mit Parental-Advisory-Plaketten verdeckt.

## Auszeichnungen für Musikverkäufe
Im Jahr 2022 erhielt White America für mehr als eine Million verkaufte Einheiten in den Vereinigten Staaten eine Platin-Schallplatte.

| Land/Region                  | Auszeichnungen für Musikverkäufe (Land/Region, Auszeichnung, Verkäufe) | Verkäufe  |
| ---------------------------- | ---------------------------------------------------------------------- | --------- |
| Australien (ARIA)            | Platin                                                                 | 70.000    |
| Vereinigte Staaten (RIAA)    | Platin                                                                 | 1.000.000 |
| Vereinigtes Königreich (BPI) | Silber                                                                 | 200.000   |
| Insgesamt                    | 1× Silber · 2× Platin ·                                                | 1.270.000 |

Hauptartikel: Eminem/Auszeichnungen für Musikverkäufe